# Bezirk Oberlandquart
Der Bezirk Oberlandquart (rätoromanisch district da Landquart su) war von 1851 bis 2000 ein Zivilgerichtssprengel des Schweizer Kantons Graubünden. Er umfasste die Kreise Jenaz, Luzein, Küblis und Klosters im mittlern und innern Prättigau sowie Davos im Landwassertale. Zum Anfang des Jahres 2001 wurde er um die Kreise Schiers und Seewis erweitert und erhielt den neuen Namen Prättigau-Davos.

## Die Gemeinden des ehemaligen Bezirks Oberlandquart
| Wappen                 | Gemeindename           | PLZ              | Einwohner (31. Dezember 2023) | Fläche in km² | Einwohner pro km² | Kreis    |
| ---------------------- | ---------------------- | ---------------- | ----------------------------- | ------------- | ----------------- | -------- |
| Davos                  | Davos                  | 7260, 7270, 7272 | 11’417                        | 254,39        | 45                | Davos    |
| Fideris                | Fideris                | 7235             | 618                           | 25,36         | 24                | Jenaz    |
| Furna                  | Furna                  | 7232             | 203                           | 33,32         | 6                 | Jenaz    |
| Jenaz                  | Jenaz                  | 7231, 7233       | 1145                          | 25,91         | 44                | Jenaz    |
| Klosters-Serneus       | Klosters-Serneus       | 7250, 7252       | 3890                          | 193,19        | 20                | Klosters |
| Conters im Prättigau   | Conters im Prättigau   | 7241             | 228                           | 18,40         | 12                | Küblis   |
| Küblis                 | Küblis                 | 7240             | 920                           | 8,14          | 113               | Küblis   |
| Saas im Prättigau      | Saas im Prättigau      | 7247             | 733                           | 26,68         | 27                | Küblis   |
| Luzein                 | Luzein                 | 7245             | 1272                          | 31,60         | 40                | Luzein   |
| St. Antönien           | St. Antönien           | 7245             | 235                           | 42,69         | 6                 | Luzein   |
| St. Antönien Ascharina | St. Antönien Ascharina | 7245             | 117                           | 9,58          | 12                | Luzein   |
| Total (11)             | Total (11)             | Total (11)       | 9189                          | 414,87        | 22                |          |

## Veränderungen im Gemeindebestand

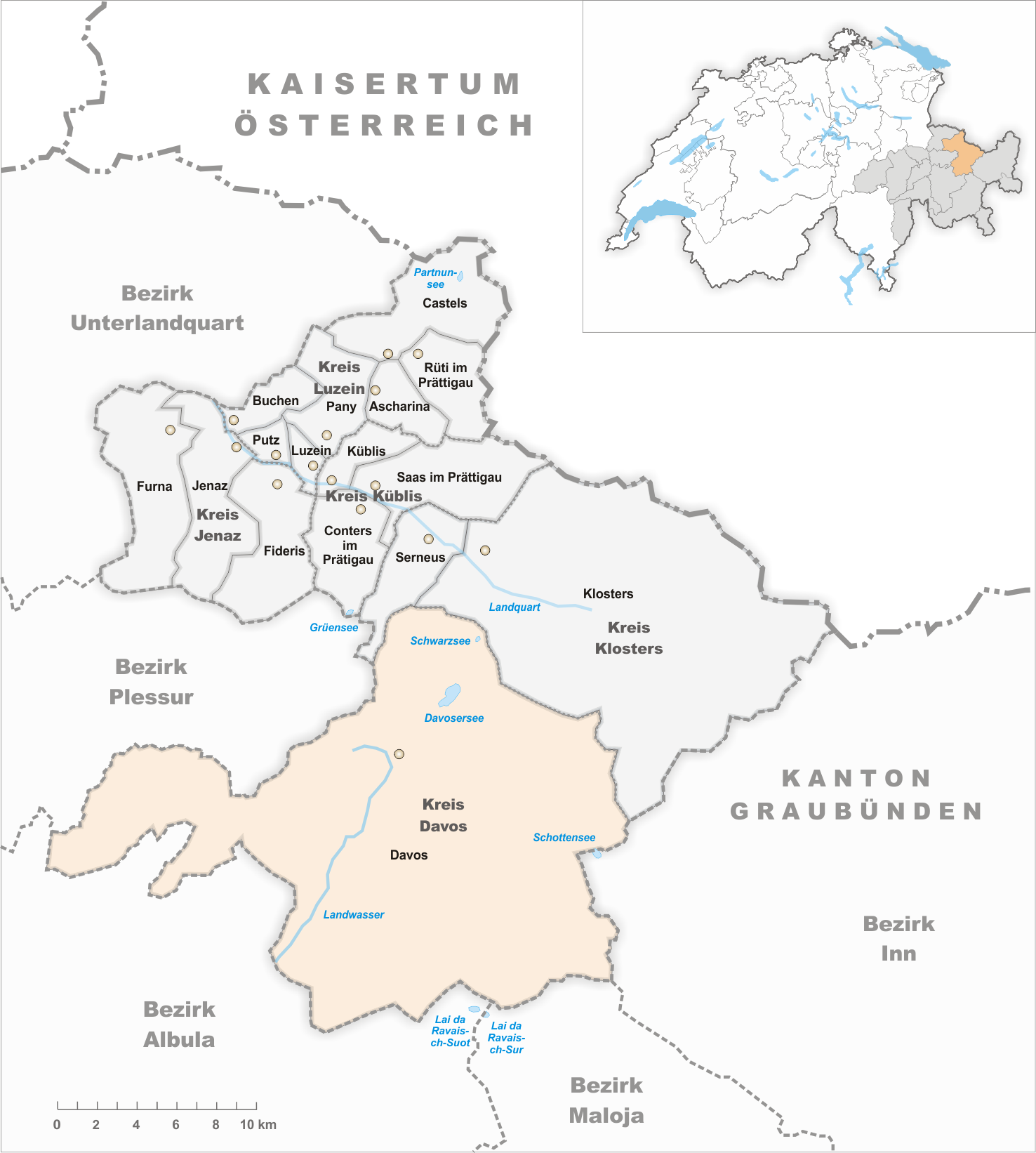
Gemeinden bis 1850
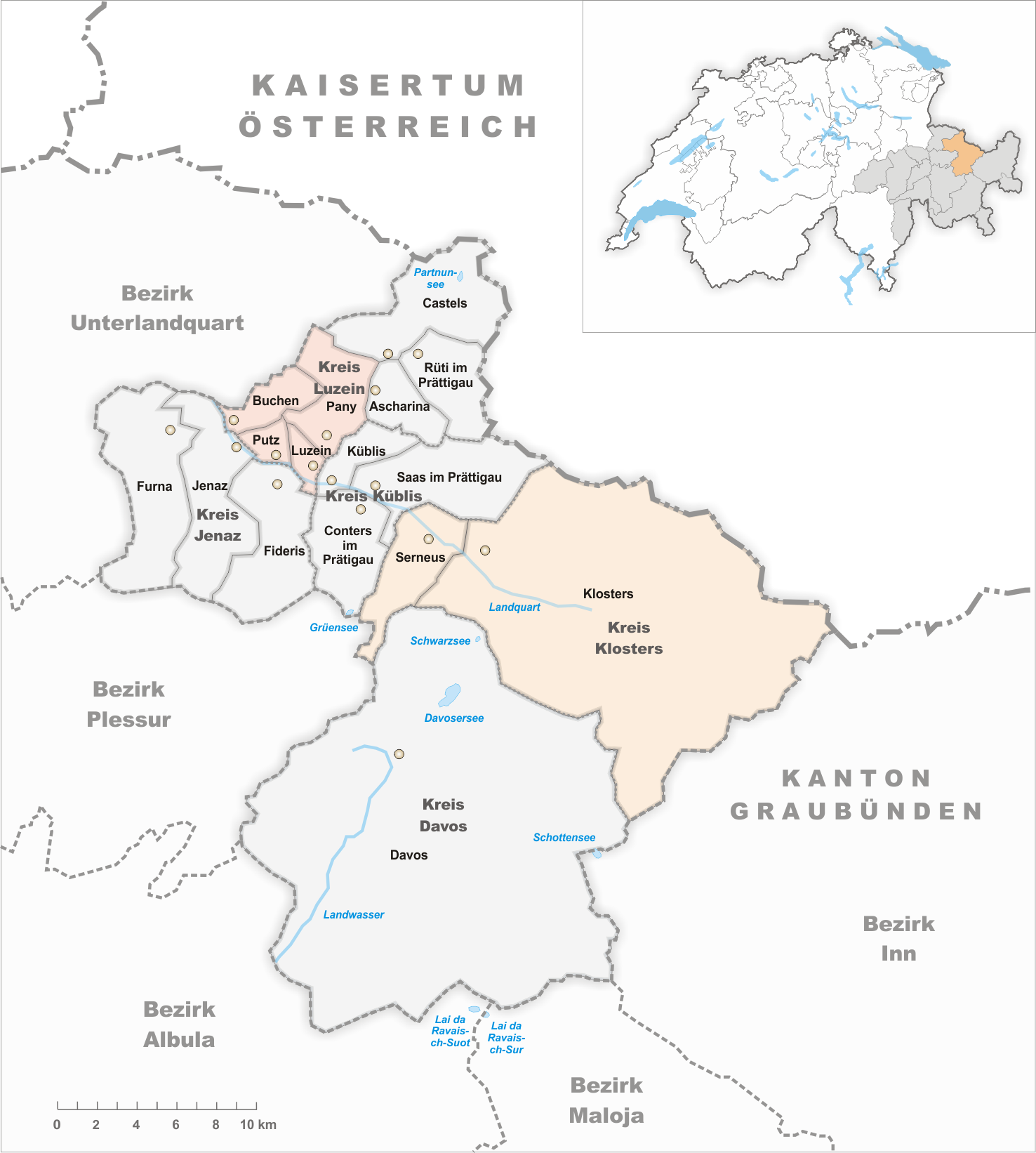
Gemeinden bis 1871
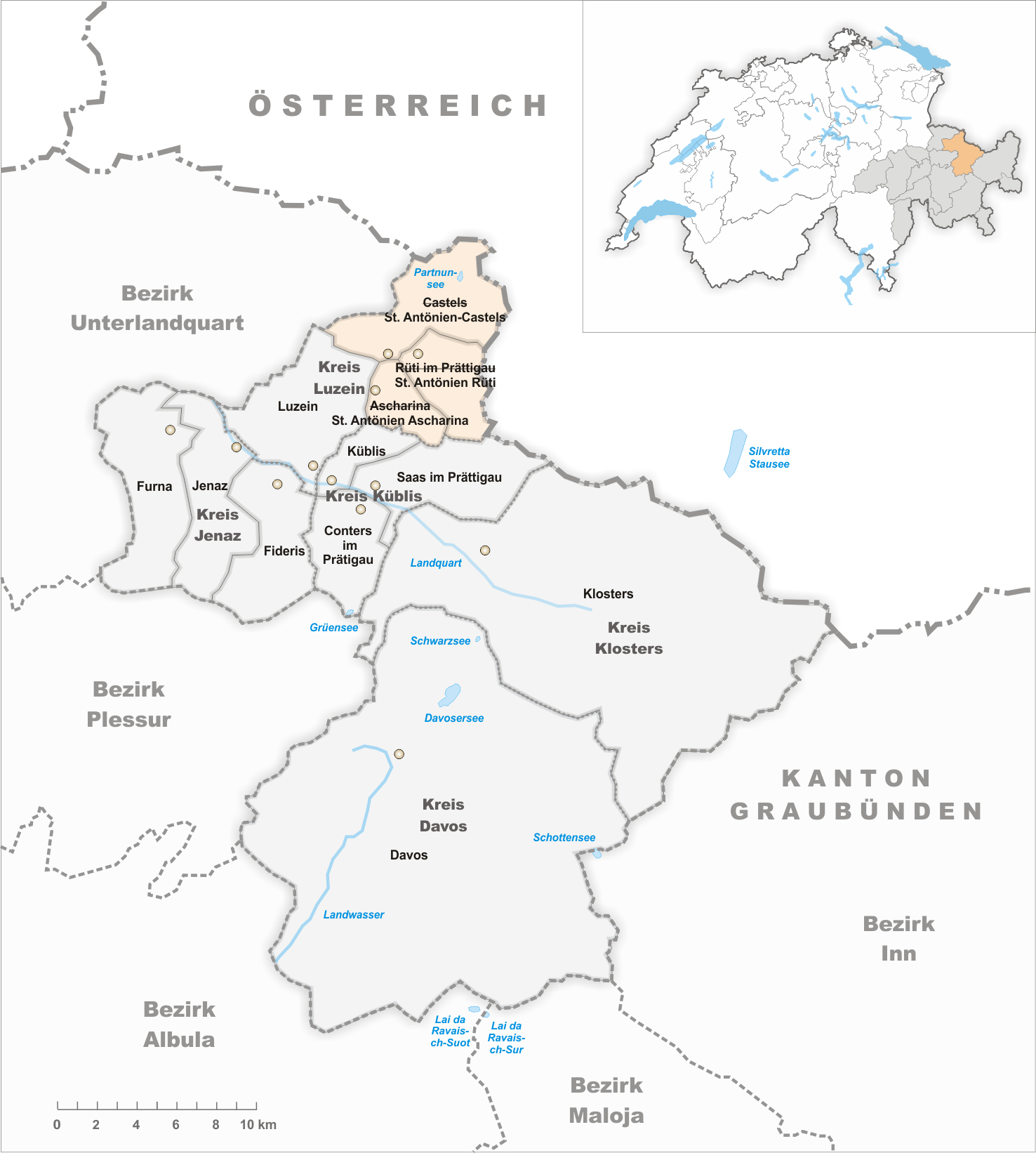
Gemeinden bis 1952
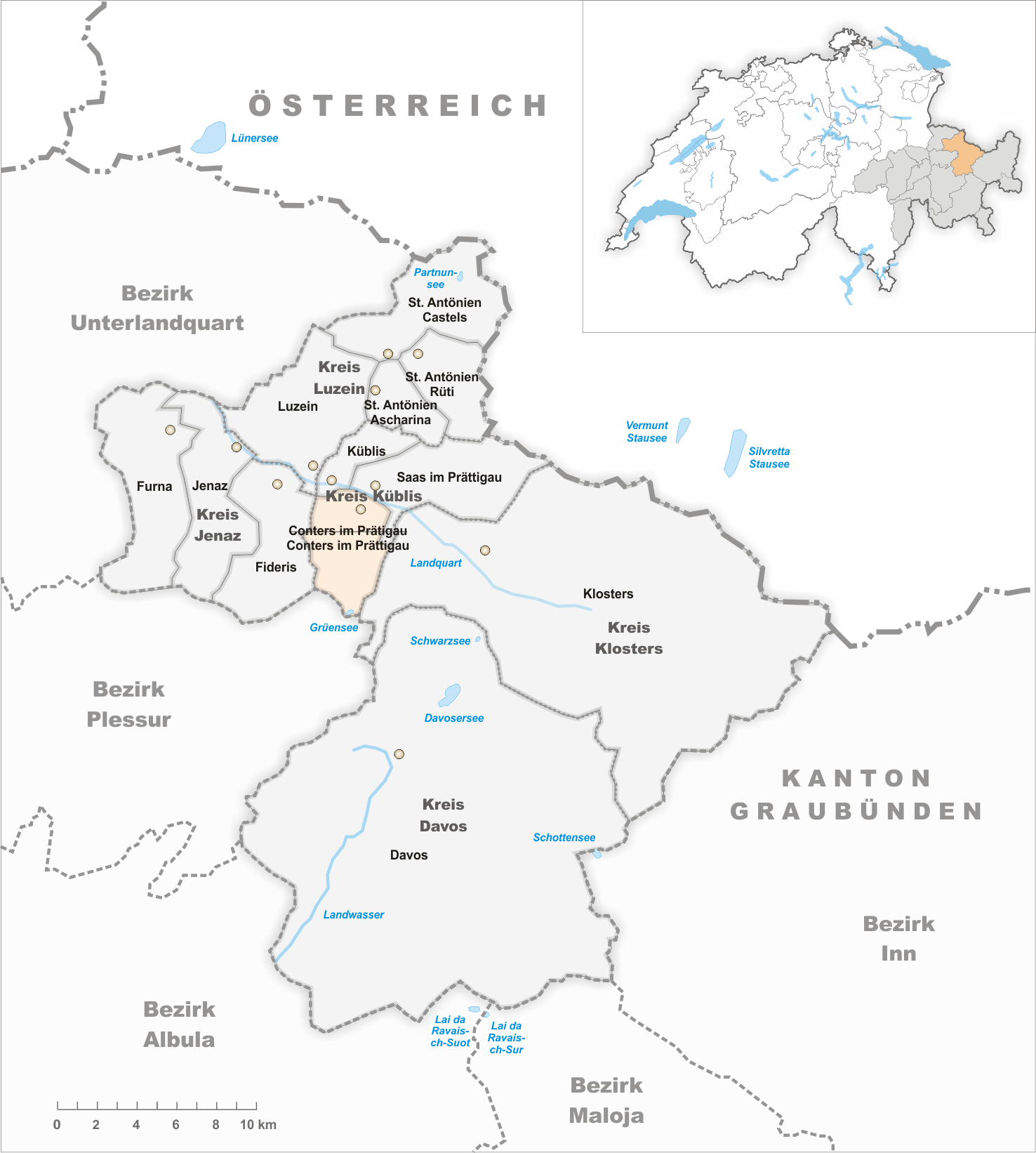
Gemeinden bis 1961
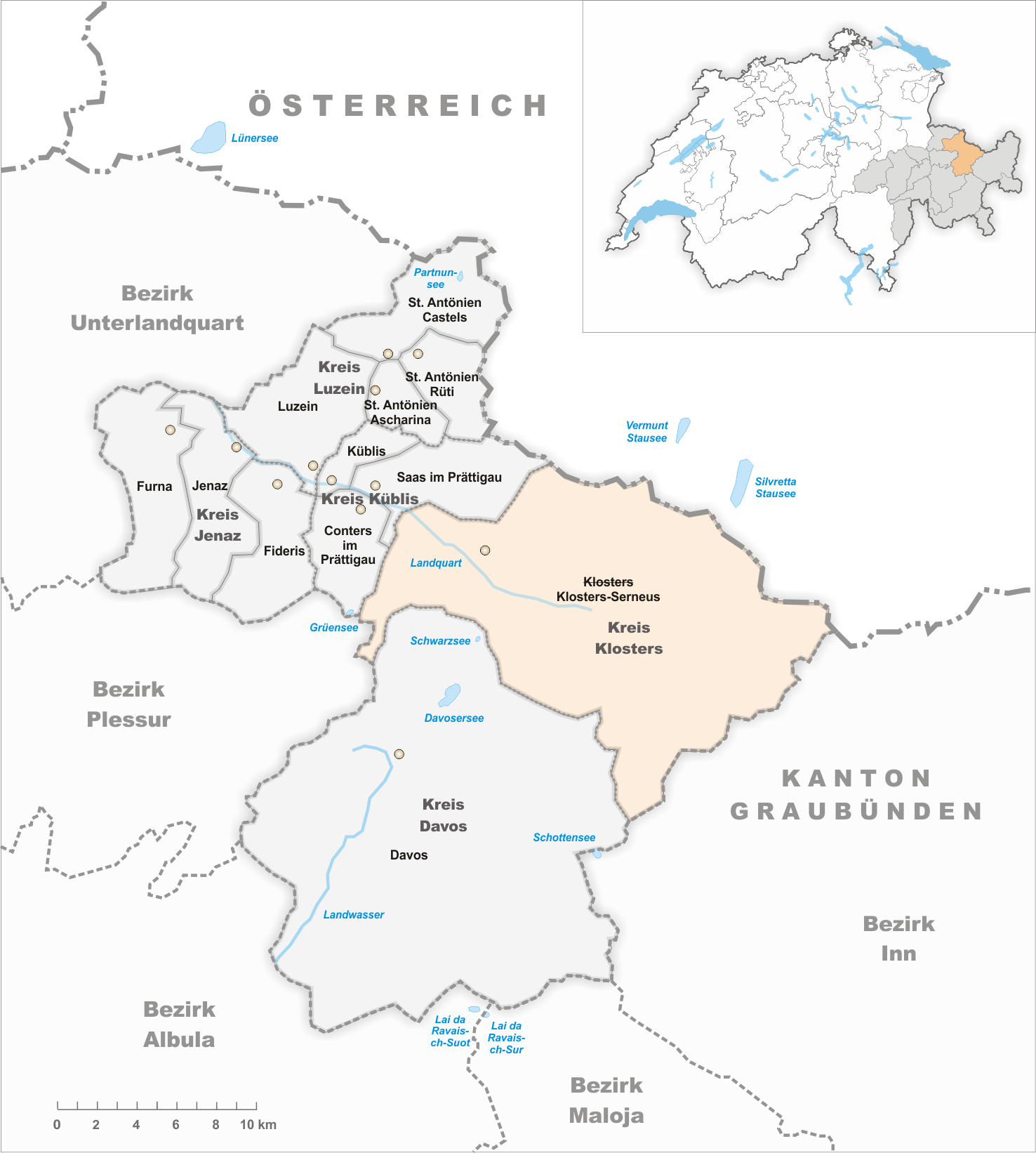
Gemeinden bis 1972
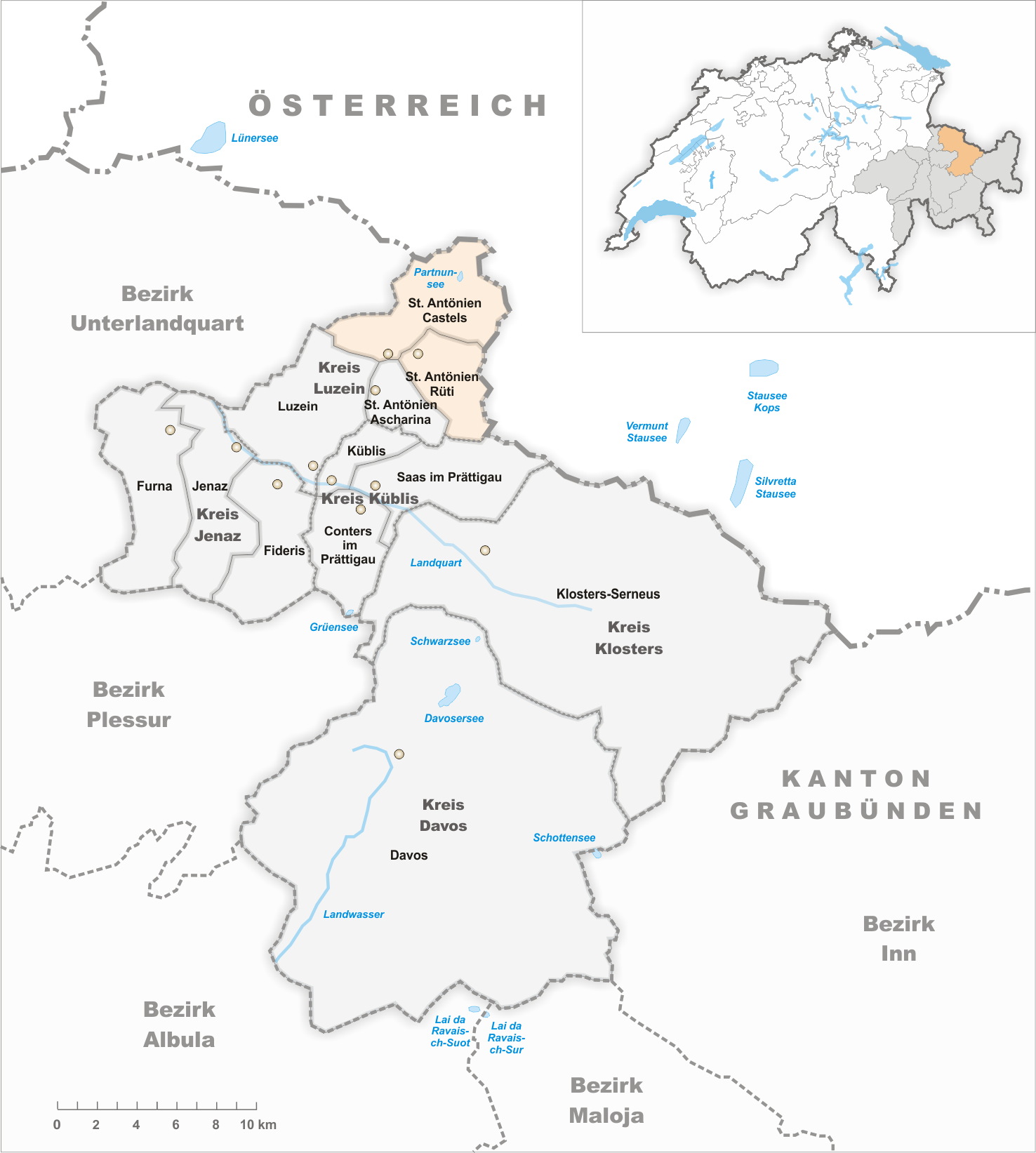
Gemeinden bis 1978
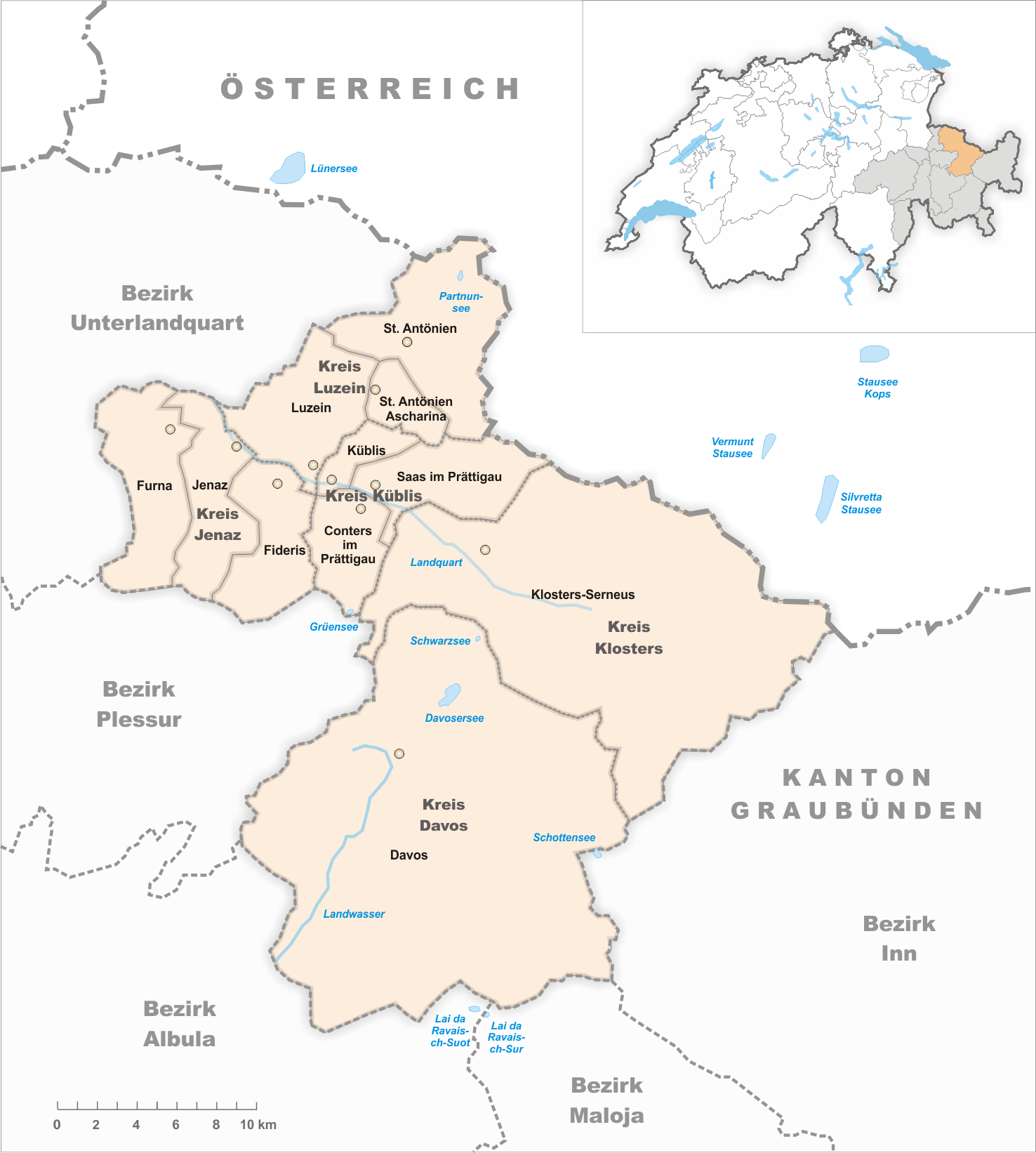
Gemeinden bis 2000

- 1851: Abspaltung von Davos und Bezirkswechsel von Oberlandquart → Arosa in den Bezirk Plessur
- 1872: Fusion Klosters und Serneus → Klosters
- 1872: Fusion Luzein, Buchen, Pany und Putz → Luzein
- 1953: Namensänderung von Ascharina → St. Antönien Ascharina
- 1953: Namensänderung von Castels → St. Antönien Castels
- 1953: Namensänderung von Rüti im Prättigau → St. Antönien Rüti
- 1962: Namensänderung von Conters im Prätigau → Conters im Prättigau
- 1973: Namensänderung von Klosters → Klosters-Serneus
- 1979: St. Antönien Castels und St. Antönien Rüti → St. Antönien
- 2001: Bezirkswechsel aller Gemeinden des ehemaligen Bezirks Oberlandquarts → Bezirk Prättigau-Davos